# Friedrich Wilhelm Anton Roemer

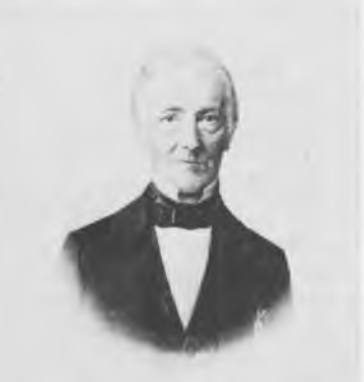
Friedrich Wilhelm Anton Roemer

Friedrich Wilhelm Anton Roemer (* 15. Juni 1788 in Oldenburg (Oldb); † 9. August 1865 ebenda) war ein deutscher Rechtswissenschaftler, Instanzrichter und Politiker des Großherzogtums Oldenburg. Von 1849 bis 1865 war er Präsident des Oberappellationsgerichts Oldenburg.

## Leben
Roemer war der Sohn des oldenburgischen Kammerdirektors Dietrich Christian Roemer (1748–1819). Nach dem Besuch des Gymnasiums in seiner Heimatstadt begann er an der Universität Jena und der Friedrich-Alexander-Universität Rechtswissenschaft zu studieren 1806 schloss er sich den Erlanger Westfalen an. Er wechselte an die Ruprecht-Karls-Universität Heidelberg. Wie andere Kommilitonen aus Oldenburg wurde er 1809 Mitglied des Corps Hannovera Heidelberg. Nach Beendigung seiner Studien trat er im November 1810 in den Staatsdienst des Herzogtums Oldenburg. Mit Eingliederung des Herzogtums in das Departement der Wesermündungen am 1. Januar 1811 durch die Annexion in das Erste Kaiserreich, wurde er aus dem Staatsdienst wieder entlassen und erst 1814, nach dem Abzug der Grande Armée, erneut als Assessor beim Landgericht Oldenburg eingestellt. Er wechselte 1819 in die Justizkanzlei des Großherzogtums und wurde Mitglied des Konsistoriums. Daneben fungierte von 1824 bis 1827 auch als Mitdirektor des Lehrerseminars. 1826 wurde er außerdem in die Literarische Gesellschaft Oldenburgs aufgenommen. Roemer wurde 1828 Oberappellationsgerichtsrat am Oberappellationsgericht Oldenburg und 1830 vorläufig mit der Führung der Geschäfte der Justizkanzlei und des Konsistoriums beauftragt. 1832 zum Vizedirektor von Justizkanzlei und Konsistoriums ernannt, erhielt er 1833 den Titel Justizrat und 1834 den Titel Geheimer Hofrat. 1837 stieg er zum Direktor der Justizkanzlei und des Konsistoriums des Großherzogtums Oldenburg auf. 1842 wurde er Geheimer Kabinettsrat im Staatsministerium des Großherzogtums.
Roemer gehörte zu der kleinen Gruppe der oldenburgischen Beamtenschaft, die für eine vorsichtige Modernisierung des Staates eintrat. Als gemäßigter Konservativer setzte er sich nach dem Ausbruch der Revolution von 1848 für eine Politik der präventive Liberalisierung ein, um durch Zugeständnisse an die Volksbewegung aufzufangen und in geordnete Bahnen zu lenken. Am 13. Juli 1849 wurde er zum Präsidenten des Oberappellationsgerichts Oldenburg ernannt, dessen Leitung er bis zu seiner Pensionierung am 7. Juli 1865 innehatte. Vizepräsident des Gerichts war sein Heidelberger Corpsbruder Heinrich Wilhelm Hayen.
Roemer war verheiratet mit Katharina von Buschmann (12. April 1810 – 4. September 1884), einer Tochter des aus Oldenburg stammenden russischen Staatsrats Gerhard Friedrich von Buschmann (1780–1856). Aus der Ehe ging der Sohn Berthold Wilhelm Gerhard Roemer (1836–1905) sowie die Tochter Johanne Gerhardine (1832–1887) hervor.

## Ehrungen
- Roemer wurde am 13. November 1860 zur Feier seines 50-jährigen Dienstjubiläums die Ehrendoktorwürde der Juristischen Fakultät der Universität Heidelberg verliehen.[4]